# Liutgarda (dinastia ottoniana)
Liutgarda (o Liutgard o Liutgarde) di Sassonia (Magdeburgo, 932 – Magonza, 18 novembre 953) fu, come moglie di Corrado il Rosso, duchessa consorte di Lotaringia dal 947 fino alla sua morte.

## Origine
Secondo gli Annales Quedlinburgenses era la figlia secondogenita del duca di Sassonia, re dei Franchi Orientali e futuro imperatore, Ottone I (912 – 973) e della sua prima moglie Edith del Wessex (910 circa -946), che come ci conferma l'Annalista Saxo era figlia del re d'Inghilterra, Edoardo il Vecchio (Edith, filia Ethmundi of King regis Anglorum) e della sua seconda moglie, Elfleda.
Ottone I di Sassonia era il figlio maschio primogenito del duca di Sassonia e re dei Franchi Orientali, Enrico I di Sassonia (876 – 936) e della sua seconda moglie, Matilde di Ringelheim (890 – 968), che secondo la Vita Mahthildis Reginæ Antiquior era la figlia del conte Teodorico e della moglie Reinilda di Frisia, discendente dai vichinghi danesi.

## Biografia
Nel 943, Liutgarda fu promessa al duca di Franconia, Corrado il Rosso; infatti suo padre, Ottone I, nominò duca di Lotaringia, Corrado, come viene riportato dal Reginonis Chronicon, Continuator Reginonis Trevirensis e come conferma anche il Widukindi liber II, precisando che poi sposò la figlia di Ottone I.
Infatti, nel 947, anno in cui era morta sua madre Edith, come ci conferma il Reginonis Chronicon, Continuator Reginonis Trevirensis Liutgarda sposò Corrado il Rosso (la data viene confermata anche dallo storico britannico medievalista Austin Lane Poole), che, secondo il Reginonis Chronicon, Continuator Reginonis Trevirensis, era figlio del conte di Speyergau e di Nahegau, Werner e della moglie, di cui non si conosce il nome, ma che secondo alcuni storici era figlia del conte Corrado il Vecchio, capostipite dei Corradinidi, quindi sorella del duca di Franconia e re dei Franchi Orientali, Corrado I.
Liutgarda viene citata, assieme al marito, Corrado (ducis nostri Cuonradi eius coniugis filiæ nostræ Liutgartæ), nel documento nº 115 degli Ottonis I diplomata datato 22 novembre 949.
Nel 950 circa, secondo il Thietmari Merseburgensis episcopi chronicon, un certo Conone che era stato respinto da Liutgarda, l'accusò di adulterio, ma, dopo che in molti avevano preso la sua difesa, Conone ammise di aver mentito.
Nel 953, suo marito, Corrado, assieme al fratello di Liutgarda, Liudolfo, duca di Svevia, figlio primogenito di Ottone I, si ribellarono al re e Corrado, sconfitto sulle rive della Mosa, dovette abbandonare la Lotaringia e si rifugiò a Magonza. Secondo il Thietmari Merseburgensis episcopi chronicon, sempre, nel 953, mentre Corrado difendeva Magonza il cognato, Liudolfo attaccò il duca di Baviera, Enrico, fratello del re Ottone, che sconfitto, venne cacciato da Ratisbona, capitale del suo ducato. Corrado venne privato del titolo e dei suoi domini in Lotaringia, che vennero invece ceduti al fratello di Ottone, l'arcivescovo Brunone.
Secondo il Reginonis Chronicon, Continuator Reginonis Trevirensis, Liutgarda morì (Liutgarda filia regis, obiit) nel 953, come conferma anche il Thietmari Merseburgensis episcopi chronicon, che precisa che Liutgarda morì a Magonza, dove fu sepolta nell'abbazia di Sant'Albano.

## Figli
Liutgarda a Corrado diede un solo figlio: 
- Ottone di Worms[17] (circa 950 - 1004), duca di Svevia e Carinzia.

## Ascendenza
|                       |                   |                         | Genitori                     |  |  | Nonni |  |  | Bisnonni             |  |  | Trisnonni            |  |
|                       |                   |                         |                              |  |  |       |  |  | Ottone I di Sassonia |  |  | Liudolfo di Sassonia |  |
|                       |                   |                         |                              |  |  |       |  |  | Ottone I di Sassonia |  |  | Liudolfo di Sassonia |  |
|                       |                   | Oda di Billung          |                              |  |  |       |  |  | Ottone I di Sassonia |  |  |                      |  |
| Enrico I di Sassonia  |                   |                         |                              |  |  |       |  |  | Ottone I di Sassonia |  |  |                      |  |
|                       |                   | Edvige di Babenberg     | Enrico di Franconia          |  |  |       |  |  |                      |  |  |                      |  |
|                       |                   | Edvige di Babenberg     | Enrico di Franconia          |  |  |       |  |  |                      |  |  |                      |  |
|                       |                   | Edvige di Babenberg     | Ingeltrude                   |  |  |       |  |  |                      |  |  |                      |  |
| Ottone I di Sassonia  |                   | Edvige di Babenberg     |                              |  |  |       |  |  |                      |  |  |                      |  |
|                       |                   | Teodorico di Ringelheim | …                            |  |  |       |  |  |                      |  |  |                      |  |
|                       |                   | Teodorico di Ringelheim | …                            |  |  |       |  |  |                      |  |  |                      |  |
|                       |                   | Teodorico di Ringelheim | Matilde, badessa di Hereford |  |  |       |  |  |                      |  |  |                      |  |
| Matilde di Ringelheim |                   | Teodorico di Ringelheim |                              |  |  |       |  |  |                      |  |  |                      |  |
|                       |                   | Rinilde di Frisia       | …                            |  |  |       |  |  |                      |  |  |                      |  |
|                       |                   | Rinilde di Frisia       | …                            |  |  |       |  |  |                      |  |  |                      |  |
|                       |                   | Rinilde di Frisia       | …                            |  |  |       |  |  |                      |  |  |                      |  |
| Liutgarda             |                   | Rinilde di Frisia       |                              |  |  |       |  |  |                      |  |  |                      |  |
|                       | Alfredo il Grande | Etelvulfo del Wessex    |                              |  |  |       |  |  |                      |  |  |                      |  |
|                       | Alfredo il Grande | Etelvulfo del Wessex    |                              |  |  |       |  |  |                      |  |  |                      |  |
|                       | Alfredo il Grande | Osburga                 |                              |  |  |       |  |  |                      |  |  |                      |  |
| Edoardo il Vecchio    | Alfredo il Grande |                         |                              |  |  |       |  |  |                      |  |  |                      |  |
|                       |                   | Ealhswith               | Æthelred Mucel               |  |  |       |  |  |                      |  |  |                      |  |
|                       |                   | Ealhswith               | Æthelred Mucel               |  |  |       |  |  |                      |  |  |                      |  |
|                       |                   | Ealhswith               | Eadburh                      |  |  |       |  |  |                      |  |  |                      |  |
| Eadgyth               |                   | Ealhswith               |                              |  |  |       |  |  |                      |  |  |                      |  |
|                       |                   | Ethelhelm               | Etelredo del Wessex          |  |  |       |  |  |                      |  |  |                      |  |
|                       |                   | Ethelhelm               | Etelredo del Wessex          |  |  |       |  |  |                      |  |  |                      |  |
|                       |                   | Ethelhelm               | Wulfthryth del Wessex        |  |  |       |  |  |                      |  |  |                      |  |
| Elfleda               |                   | Ethelhelm               |                              |  |  |       |  |  |                      |  |  |                      |  |
|                       |                   | …                       | …                            |  |  |       |  |  |                      |  |  |                      |  |
|                       |                   | …                       | …                            |  |  |       |  |  |                      |  |  |                      |  |
|                       |                   | …                       | …                            |  |  |       |  |  |                      |  |  |                      |  |
|                       |                   | …                       |                              |  |  |       |  |  |                      |  |  |                      |  |

### Fonti primarie
- (LA)  Monumenta Germaniae Historica, Diplomatum Regum et Imperatorum Romanum, tomus I.
- (LA)  Monumenta Germaniae Historica, Scriptores, tomus X.
- (LA)  Monumenta Germaniae Historica, Scriptores, tomus XXIII.
- (LA)  Monumenta Germaniae Historica, Scriptores, tomus III.
- (LA)  Monumenta Germaniae Historica, Scriptores, tomus VI.
- (LA)  Monumenta Germaniae Historica, Diplomata regum et imperatorumi Germaniae, tomus I, Conradi I. Heinrici I. et Ottonis I. diplomata.
- (LA)  Thietmari Merseburgensis episcopi chronicon[collegamento interrotto].

### Letteratura storiografica
- Austin Lane Poole, Germania: Enrico I e Ottone il Grande, in «Storia del mondo medievale», vol. IV, 1999, pp. 84–111